# Ménières
Ménières (Menyire  en patois fribourgeois) est une localité et une commune suisse du canton de Fribourg, située dans le district de la Broye.

## Géographie
Selon l'Office fédéral de la statistique, Ménières mesure 4,38 km2. 9,2% de cette superficie correspond à des surfaces d'habitat ou d'infrastructure, 75,2% à des surfaces agricoles, 15,6% à des surfaces boisées et 0,0% à des surfaces improductives.
Ménières est limitrophe des communes de Cugy, Fétigny, Les Montets ainsi que de Valbroye dans le canton de Vaud.

## Démographie
Selon l'Office fédéral de la statistique, Ménières compte 437 habitants en 2022. Sa densité de population atteint 100 hab./km2.
Le graphique suivant résume l'évolution de la population de Ménières entre 1850 et 2008 :